# شریهان
شریهان (عربی: شريهان؛ زادهٔ ۶ دسامبر ۱۹۶۴) هنرپیشه، رقاص و خواننده اهل مصر است. او در سال ۲۰۰۲ بازنشست شد و مجدد در سال ۲۰۱۶ به عرصه هنر بازگشت.